# 국가농림기상센터
국가농림기상센터는 기후변화에 대응해 농림 기상서비스를 제공하고 농림업을 발전시키고 농림재해예방을 목적으로 설립된 기관이다.
국가농림기상센터는 기상청, 농촌진흥청, 산림청, 서울대학교가 협력약정을 체결하여 2009년에 설립된 공익법인(재단법인)으로서, 전국의 농업/임업 현장에서 필요로 하는 기상/기후정보의 생산 및 관련 서비스 제공을 위하여, 농경지와 산림지 등 각종 생태계(ecosystem)에서 농림기상 요소들에 대한 실측(in-situ measurement), 원격탐사(remote sensing), 수치모델링(numerical modeling) 등의 연구개발과 전문인력 양성을 주요 업무로 수행하고 있다. 